# Targa (arma)

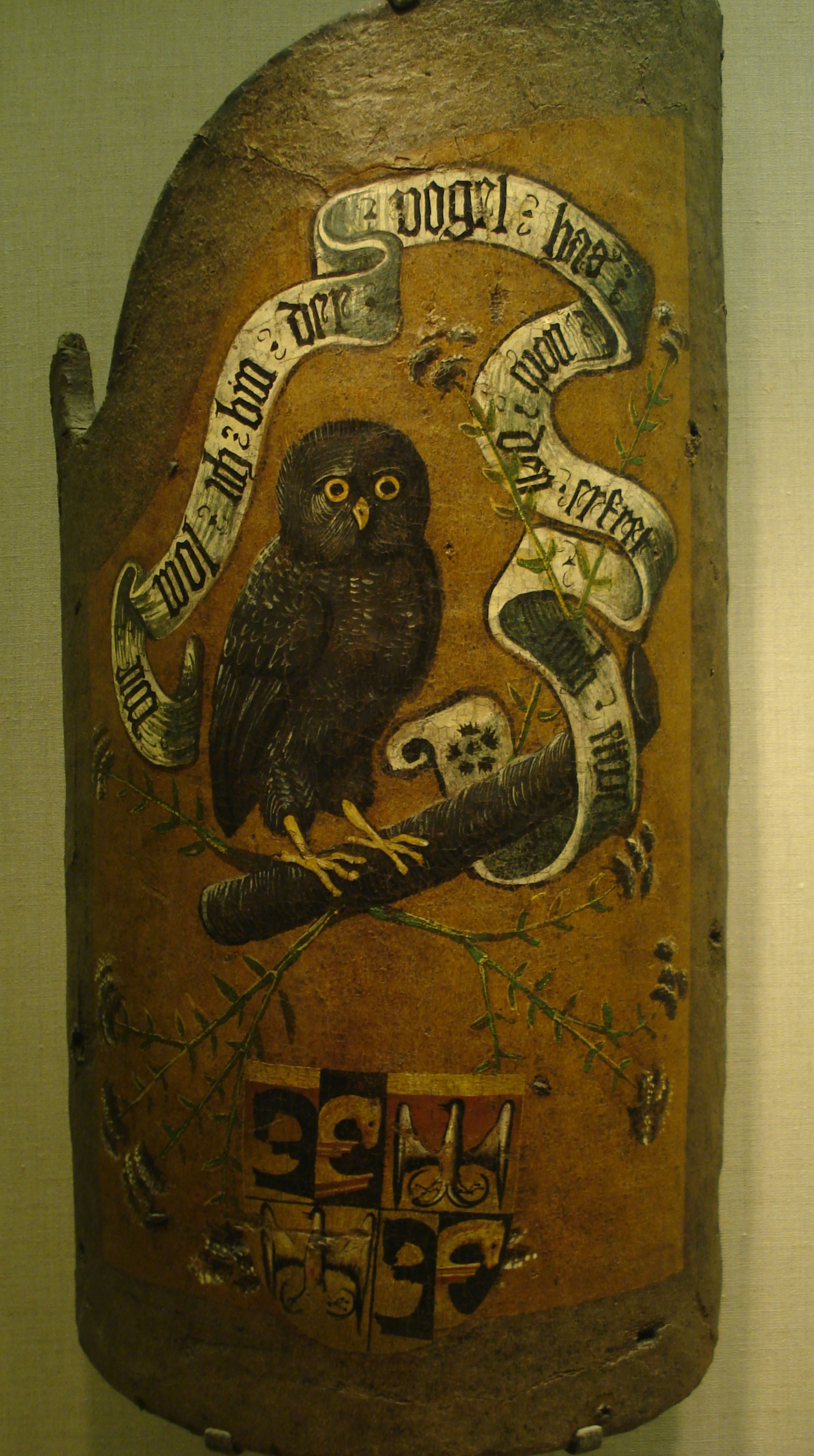
Targa in legno. Ungheria, ca. 1500, con gli stemmi araldici delle famiglie Tanzel e Rindscheit

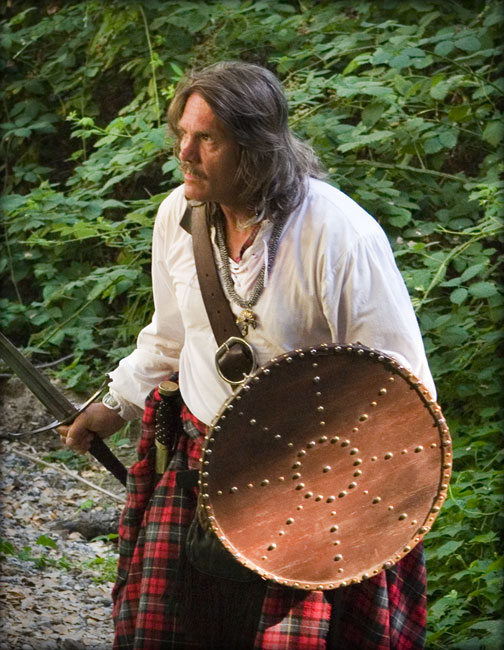
Targa scozzese - ricostruzione

La targa o anche targhetta da pugno è un'arma difensiva costituita da un piccolo scudo in legno piegato, carta pressata ricoperta di cuoio o metallo, di forma quadrata o trapezoidale, da impugnare con la mano non dominante. 
È una delle principali armi secondarie da accompagnare alla spada da lato.
Durante il Medioevo veniva usata comunemente come bersaglio per il lancio delle frecce, da cui l'origine del termine inglese target per indicare un bersaglio.
Targa (dal francone antico *targa "scudo", *targo "confine" in lingua proto-germanica) era il vocabolo indicante lo scudo in antico inglese. Nel XIX secolo, il diminutivo target assunse il significato di bersaglio, inteso come "qualcosa da colpire".